# Roldano Simeoni
Roldano Simeoni (Civitavecchia, 21 december 1948) is een voormalig Italiaans waterpolospeler.
Roldano Simeoni nam als waterpoloër driemaal deel aan de Olympische Spelen; in 1972, 1976 en 1980. In 1976 maakte hij deel uit van het Italiaanse team dat het zilver wist te bemachtigen.
Simeoni speelde voor de clubs Società Nuoto e Canottaggio Civitavecchia en Pro Recco.